# Aeroport de Tan Tan
L'aeroport de Tan-Tan —àrab مطار طانطان الشاطئ الأبيض, maṭār Ṭānṭān ax-Xāṭiʾ al-Abyaḍ— (codi IATA: TTA, codi OACI: GMAT), també conegut com a aeroport de Plage Blanche, és un aeroport vora Tan-Tan, una ciutat de la regió de Guelmim-Es Semara al Marroc. L'aeroport és utilitzat per l'aviació civil i la militar.

## Instal·lacions
L'aeroport es troba en una elevació de 653 peus (199 m) per sobre del nivell mitjà del mar. Té una pista d'aterratge designada 03/21 amb una superfície d'asfalt asfalt de 2,000 per 30 metres (6,562 × 98 ft). Té les següents ajudes de radionavegació: NDB i VOR. La pista d'aterratge és adequada per als avions lleugers (privats) i avions de turbohèlix.

## Aerolínies i destinacions
| Aerolínies                             | Destinacions                           |
| -------------------------------------- | -------------------------------------- |
| Royal Air Maroc operat per RAM Express | Casablanca, Guelmin Estacional: Agadir |

## Estadístiques
| Subjectes       | 2003 | 2005 | 2006 |
| --------------- | ---- | ---- | ---- |
| Passatgers      | 27   | 1082 | 917  |
| Pes (tons)      | 7    | -    | -    |
| Moviments aeris | 18   | 104  | 132  |

## Accidents i incidents
El 26 de juliol de 2011, un aeroplà de transport Hercules C-130 de les Forces Armades Reials Marroquines es va estavellar a sis milles de l'aeroport, on s'havia planejat una parada en un vol procedent de Dakhla cap a Kenitra. Els sis ocupants, 60 soldats i 12 civils, van morir.